# Erica humansdorpensis
Erica humansdorpensis är en ljungväxtart som beskrevs av Robert Harold Compton. Erica humansdorpensis ingår i släktet klockljungssläktet, och familjen ljungväxter. Inga underarter finns listade i Catalogue of Life.